# 皇家马德里卡斯蒂利亚
皇家马德里卡斯蒂利亚（西班牙語：Real Madrid-Castilla），是西班牙皇家马德里足球俱乐部的二隊，现参加西班牙皇家足協甲組聯賽。前稱爲皇家馬德里B隊，於2004-05賽季起球隊名字改至現名。
与英格兰联赛不同的是，西班牙联赛球队的预备队跟主队在同一联赛系统中参赛，但是主队与二隊不能在同一级别参赛。